# Карнаубайс
Карнаубайс (порт. Carnaubais)  —  муниципалитет в Бразилии, входит в штат Риу-Гранди-ду-Норти. Составная часть мезорегиона Запад штата Риу-Гранди-ду-Норти. Входит в экономико-статистический микрорегион Вали-ду-Асу. Население составляет 8674 человека на 2006 год. Занимает площадь 529,835 км². Плотность населения — 16,4 чел./км².
Праздник города — 18 сентября.

## История
Город основан в 1963 году.

## Статистика
- Валовой внутренний продукт на 2003 год составляет 55 061 993,00 реалов (данные: Бразильский институт географии и статистики).
- Валовой внутренний продукт на душу населения на 2003 год составляет 6513,90 реалов (данные: Бразильский институт географии и статистики).
- Индекс развития человеческого потенциала на 2000 год составляет 0,651 (данные: Программа развития ООН).